# Кубок Легенд 2012
«Кубок Легенд 2012 имени Константина Ерёменко» — международный футбольный турнир для ветеранов (игроков старше 35 лет), четвёртый розыгрыш Кубка Легенд, который проходил 11—12 февраля 2012 года в Москве в Ледовый дворец «Мегаспорт».
Матчи длились 40 минут (2 тайма по 20 минут). В составе команды — 5 полевых игроков и вратарь.
Жеребьёвка турнира состоялась 1 февраля.
10 февраля прошли матчи в двух группах по 3 команды. На следующий день победители групп встретились в финальном матче, занявшие вторые места в подгруппах разыграли 3-е и 4-е места, а последние места в подгруппах разыграли 5-е и 6-е места.
На турнире дебютировала сборная Украины, заменившая Испанию.
Все девять игр показывал в прямом эфире телеканал «НТВ-Плюс Наш Футбол».
Лучший игрок турнира — россиянин Егор Титов.

## Участники
Россия

 Германия

 Португалия

 Италия

 Нидерланды

 Украина

## Составы команд

#### Россия
Вратарь: Александр Филимонов
Защитники: Юрий Ковтун, Ахрик Цвейба, Дмитрий Ананко, Александр Шмарко, Дмитрий Кузнецов
Полузащитники: Егор Титов, Алексей Смертин, Дмитрий Аленичев, Андрей Тихонов
Нападающие: Владимир Бесчастных, Сергей Кирьяков

### Германия
Вратари: Дитер Бурденски, Андреас Райнке
Защитники: Михаэль Шульц, Марко Ремер, Маттиас Хергет, Кристиан Вёрнс
Полузащитник: Йорг Хайнрих
Нападающие: Фреди Бобич, Оливер Нойвилль, Рой Прёгер

### Голландия
Защитники: Артур Нуман, Франк Верлат
Полузащитники: Мартин Рейзер, Реджи Блинкер, Рихард Витчге, Роб Витчге
Нападающие: Рууд Гуллит, Пьер ван Хойдонк, Майкл Молс

### Италия
Вратари: Анджело Перуцци, Марко Баллотта
Защитники: Алдаир, Франческо Колоннезе, Джузеппе Фавалли, Чиро Феррара
Полузащитники: Диего Бонавина, Фабио Пеккиа, Анджело Карбоне, Луиджи Ди Бьяджо, Дарио Марколин, Дамиано Томмази.
Нападающий: Бернардо Корради

### Португалия
Вратари: Нену, Нельсон Перейра
Защитники: Фернандо Коуту, Рожерио Матиас, Паулу Мадейра, Димаш Тейшейра, Артур Жорже, Хилдер
Полузащитники: Осеану да Круш, Сержиу Консейсау, Паулинью Сантуш, Руи Баруш, Угу Порфириу
Нападающие: Педру Паулета, Фернанду Гомеш, Даниэль Карвальо

### Украина
Вратарь: Вячеслав Кернозенко
Защитники: Юрий Дмитрулин, Сергей Фёдоров, Дмитрий Парфёнов, Александр Радченко, Сергей Беженар, Юрий Мороз
Полузащитники: Эдуард Цихмейструк, Артем Яшкин, Сергей Кандауров, Виталий Косовский, Андрей Анненков
Нападающий: Сергей Нагорняк

## Турнир

#### Группа A
| № | Команда    | И | В | Н | П | М       | ±  | О |
| - | ---------- | - | - | - | - | ------- | -- | - |
| 1 | Россия     | 2 | 2 | 0 | 0 | 18 — 8  | 10 | 6 |
| 2 | Германия   | 2 | 1 | 0 | 1 | 12 — 14 | -2 | 3 |
| 3 | Португалия | 2 | 0 | 0 | 2 | 8 — 16  | -8 | 0 |

| 11 февраля 2012 года 13:00 МСК | \| Германия \| 8:4 \| Португалия \| | Ледовый дворец «Мегаспорт» |
| Германия                       | 8:4                                 | Португалия                 |

| 11 февраля 2012 года 15:00 МСК | \| Россия \| 10:4 \| Германия \| | Ледовый дворец «Мегаспорт» |
| Россия                         | 10:4                             | Германия                   |

| 11 февраля 2012 года 18:00 МСК | \| Португалия \| 4:8 \| Россия \| | Ледовый дворец «Мегаспорт» |
| Португалия                     | 4:8                               | Россия                     |

#### Группа B
| № | Команда    | И | В | Н | П | М       | ±  | О |
| - | ---------- | - | - | - | - | ------- | -- | - |
| 1 | Украина    | 2 | 2 | 0 | 0 | 10 — 6  | 4  | 6 |
| 2 | Италия     | 2 | 1 | 0 | 1 | 14 — 9  | 5  | 3 |
| 3 | Нидерланды | 2 | 0 | 0 | 2 | 10 — 19 | -9 | 0 |

| 11 февраля 2012 года 14:00 МСК | \| Нидерланды \| 6:12 \| Италия \| | Ледовый дворец «Мегаспорт» |
| Нидерланды                     | 6:12                               | Италия                     |

| 11 февраля 2012 года 16:00 МСК | \| Украина \| 3:2 \| Италия \| | Ледовый дворец «Мегаспорт» |
| Украина                        | 3:2                            | Италия                     |

| 11 февраля 2012 года 19:00 МСК | \| Украина \| 7:4 \| Нидерланды \| | Ледовый дворец «Мегаспорт» |
| Украина                        | 7:4                                | Нидерланды                 |

### Плей-офф

#### Матч за 5 место
| 12 февраля 2012 года 14:00 МСК | \| Португалия \| 6:4 \| Нидерланды \| | Ледовый дворец «Мегаспорт» |
| Португалия                     | 6:4                                   | Нидерланды                 |

#### Матч за 3 место
| 12 февраля 2012 года 15:00 МСК | \| Италия \| 3:1 \| Германия \| | Ледовый дворец «Мегаспорт» |
| Италия                         | 3:1                             | Германия                   |

#### Финал
| 12 февраля 2012 года 16:00 МСК | \| Россия \| 6:2 \| Украина \| | Ледовый дворец «Мегаспорт» |
| Россия                         | 6:2                            | Украина                    |

## Индивидуальный призы и награды[10]
- Лучший игрок турнира: Егор Титов (Россия)
- Лучший вратарь турнира: Андреас Райнке (Германия)
- Лучшие бомбардиры турнира (6 мячей): Сергей Кирьяков (Россия), Сергей Нагорняк (Украина).